# Деза, Елена Ивановна
Еле́на Ива́новна Деза́ (род. 23 августа 1961) — советский, российский и французский математик. Работает в областях теории чисел, дискретной математики, обобщённых метрических пространств. Известна книгами о метрических пространствах и по теории чисел, в частности о фигурных числах.

## Образование и карьера
Елена Деза родилась 23 августа 1961 года в Волгограде. Получила диплом по математике на математическом факультете МГПИ им. В. И. Ленина в 1983 году. В 1993 году защитила диссертацию по теме «О проблеме делителей Дирихле и её аналогах в числовых полях» на соискание ученой степени кандидата физико-математических наук (научный руководитель Нечаев В. И.). Получила диплом доцента кафедры теории чисел в 1995 году в Московском педагогическом государственном университете.
С 1983 по 1988 год Деза была доцентом математики в Московском государственном университете леса. В 1988 году она перешла в Московский государственный педагогический университет; в 1993 году она стала там преподавателем, а в 2006 году — профессором.
В 2012 году защитила диссертацию по теме «Индивидуальные траектории фундаментальной подготовки учителя математики в условиях вариативного образования» на соискание ученой степени доктора педагогических наук (научный консультант Матросов В. Л.).
С 2021 года возглавляет кафедру теории чисел МПГУ.
Является гражданкой России и Франции.

## Книги
- Dictionary of Distances (совместно с Мишелем Дезой, Elsevier, 2006)
- Энциклопедический словарь расстояний / Елена Деза, Мишель Мари Деза. — М.: Наука, 2008. — 444 с.- ISBN 978-5-02-036043-3
- Encyclopedia of Distances (совместно с Мишелем Дезой, Springer, 2009; 4-е изд., 2016)
- Практикум по элементарной математике. Арифметика / Л. Л. Степанова, А. В. Жмулева, Е. И. Деза. — Москва : МЦНМО, 2008. — 208 с. ISBN 978-5-94057-434-7
- Основы дискретной математики: учебное пособие для студентов высших учебных заведений, обучающихся по специальности 050201.65 «Математика» / Е. И. Деза, Д. Л. Модель. — 2-е изд., испр. и доп. — Москва: URSS, 2010. — 218 с. ISBN 978-5-397-01588-2
- Основы дискретной математики: Теория графов. Комбинаторика. Рекуррентные соотношения. Производящие функции / Е. И. Деза, Д. Л. Модель. — Изд. 3-е. — Москва : URSS, 2020. — 224 с. ISBN 978-5-9710-7319-2
- Специальные числа натурального ряда / Е. И. Деза. — Москва: URSS, 2011. — 240 с. ISBN 978-5-397-01750-3
- Специальные числа натурального ряда / Е. И. Деза. — Изд. 2-е. — Москва: URSS, 2017. — 240 с. ISBN 978-5-9710-4417-8
- Figurate Numbers (совместно с Мишелем Дезой, World Scientific, 2012)
- Фигурные числа / Е. Деза, М. Деза. — Москва : МЦНМО, 2015. — 350 с. ISBN 978-5-4439-0196-1
- Generalizations of Finite Metrics and Cuts (совместно с Мишелем Дезой и Матье Дютуром Сикиричем, World Scientific, 2016)
- Пишем выпускные квалификационные работы дискретной тематики: 176 тем и 26 конспектов бакалаврских работ и магистерских диссертаций / Е. И. Деза. — Москва : URSS, 2016. — 160 с. ISBN 978-5-9710-2323-4
- Численные методы / Ю. Н. Шахов, Е. И. Деза. — Изд. 3-е. — Москва : URSS, 2017. — 248 с. ISBN 978-5-397-05721-9
- Специальные комбинаторные числа: от чисел Стирлинга до чисел Моцкина: всё о двенадцати известных числовых множествах комбинаторной природы (история, классические свойства, примеры и задачи) / Е. И. Деза. — Москва : URSS, 2018. — 504 с. ISBN 978-5-9710-4420-8
- Сборник задач по теории чисел: 112 задач с подробными решениями / Е. И. Деза, Л. В. Котова. — Москва: URSS 2018. — 224 с. ISBN 978-5-9710-0519-3
- Введение в криптографию: Теоретико-числовые основы защиты информации. URSS. 2019. 376 с. ISBN 978-5-9710-6315-5. (совместно с Котовой Л. В.).
- Mersenne Numbers and Fermat Numbers (World Scientific, 2021)
- Perfect and amicable numbers (World Scientific, 2022)

## Избранные статьи
- Panteleeva E.I. Dirichlet divisor problem in number fields (англ.) // Mathematical Notes of the Academy of Sciences of the USSR : журнал. — 1988. — October (vol. 44, no. 4). — P. 750–757. — ISSN 1573-8876. — doi:10.1007/BF01158919.
- Panteleeva E.I. A brief contribution to the question of the divisor problem (англ.) // Mathematical Notes : журнал. — 1993. — April (vol. 53, no. 4). — P. 454–457. — ISSN 1573-8876. — doi:10.1007/BF01210231.
- Panteleeva E.I. On the mean values of certain arithmetic functions (англ.) // Mathematical Notes : журнал. — 1994. — February (vol. 55, no. 2). — P. 178–184. — ISSN 1573-8876. — doi:10.1007/BF02113299.
- Deza E., Varukhina L. On mean values of some arithmetic functions in number fields (англ.) // Discrete Mathematics : журнал. — 2008. — 6 November (vol. 308, no. 21). — P. 4892—4899. — ISSN 1872-681X. — doi:10.1016/j.disc.2007.09.008.
- Chebotarev P., Deza E. Hitting time quasi-metric and its forest representation (англ.) // Optimization Letters : журнал. — 2020. — Vol. 14, no. 2. — P. 291–307. — ISSN 1862-4480. — doi:10.1007/s11590-018-1314-2.